# Bruce Dickinson

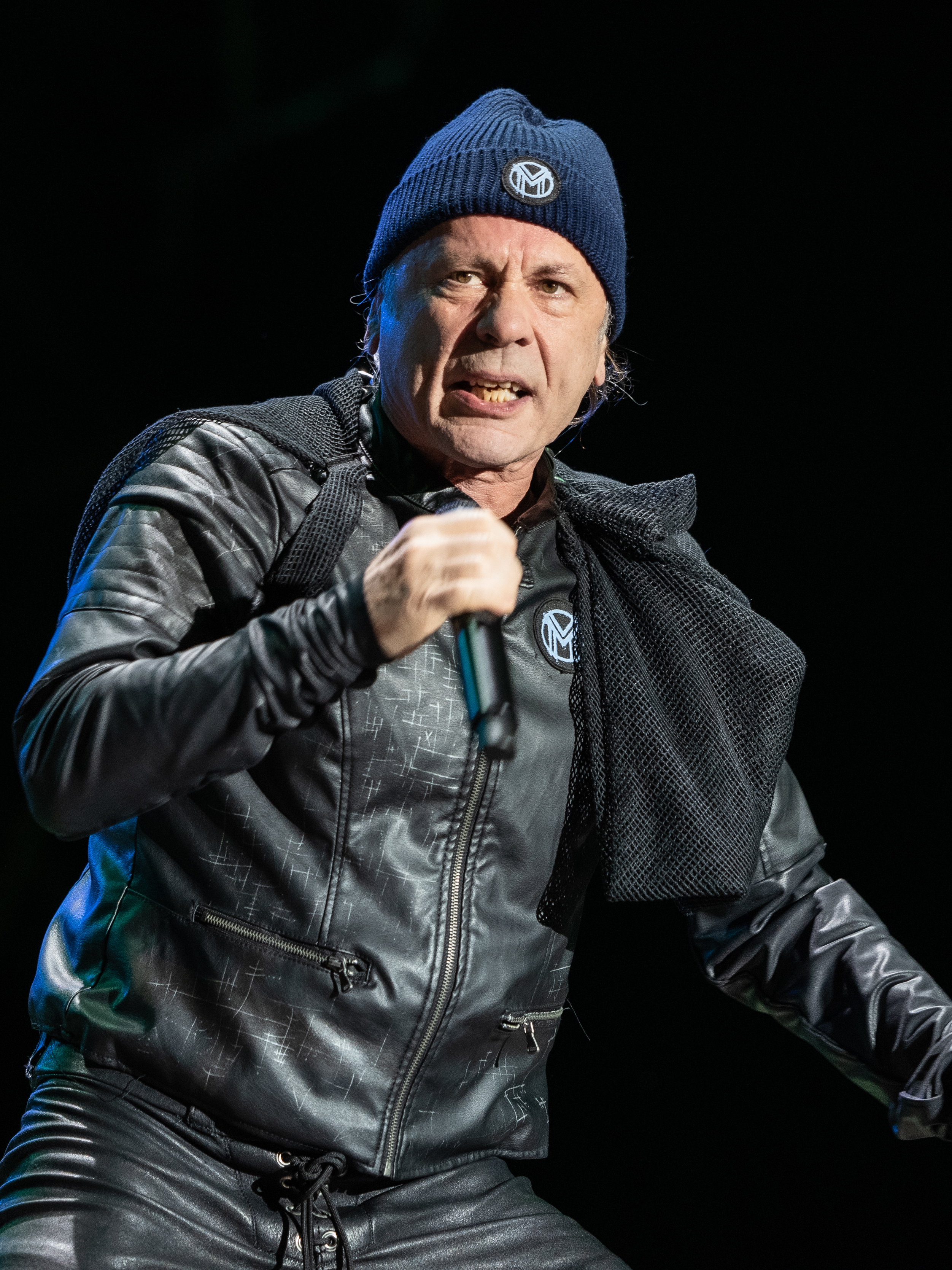
Bruce Dickinson (2024)

Paul Bruce Dickinson (* 7. August 1958 in Worksop, Nottinghamshire, England) ist ein britischer
Sänger, der als Frontmann der Heavy-Metal-Band Iron Maiden bekannt wurde. Außerdem hat er sieben Soloalben veröffentlicht.

## Leben

### Jugend und Werdegang
Bruce Dickinson wurde 1958 in der englischen Bergarbeiterstadt Worksop geboren. Seine Kindheit verbrachte er mit seiner Schwester, der Springreiterin Helena Stormanns (besser bekannt als Helena Weinberg), bei seinen Großeltern, bis er mit sechs Jahren zusammen mit Helena zu seinen Eltern (Bruce & Sonja) nach Sheffield zog und dort zur Schule ging.
Seine Schulzeit, die er hauptsächlich in Internaten verbrachte, war sehr turbulent; er musste die Schule des Öfteren wechseln. Eigenen Aussagen zufolge war er damals ein Außenseiter und Einzelgänger. Als Jugendlicher kam er erstmals ernsthaft in Kontakt mit der zeitgenössischen Rockmusik, die ihn dazu bewog, selbst Musik zu machen. Noch in der Schule trat er als Sänger in seine erste Band ein, nachdem er davon überzeugt wurde, dass er besser singen als Schlagzeug spielen konnte.
Später wechselte er mit der Schule auch die Band. Mit einer Gruppe namens „Styx“ sammelte Dickinson erste Erfahrungen mit öffentlichen Auftritten, bis er nach London zog, um am Queen Mary College Geschichte zu studieren. Auch dort sang er in verschiedenen Bands, ohne jedoch Erfolge zu verzeichnen. Seine erste Tonaufnahme war 1977 der Gesang für das Lied Dracula einer ansonsten unbekannten Band namens „Shots“. Mit dieser Band spielte Dickinson dann in verschiedenen Londoner Kneipen, wo er 1978 von Paul Samson, dem Gitarristen und Kopf der Band Samson, entdeckt wurde. Samson bot Dickinson den Sängerposten in seiner Band an, den dieser annahm und sein Studium mit wenig Engagement abschloss.
Mit Samson nahm er zwei durchaus erfolgreiche Alben auf: Head On (1980) und Shock Tactics (1981). Er nannte sich hier „Bruce Bruce“, was als Anspielung auf einen Monty-Python-Sketch gedacht war.

### Iron Maiden

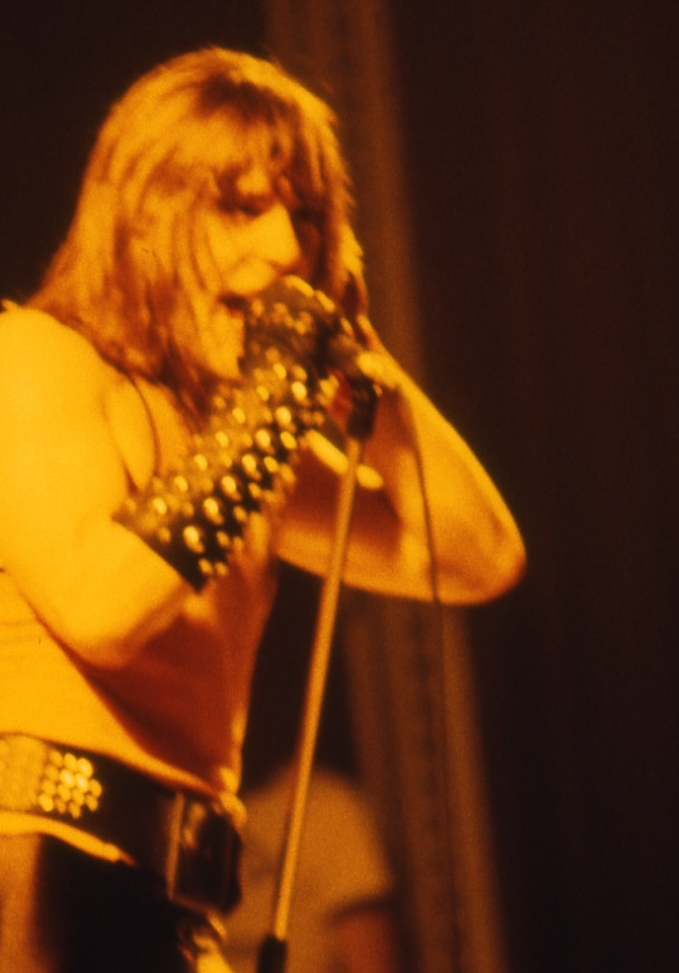
Bruce Dickinson (1982)

Als sich 1981 Iron Maiden vom bisherigen Sänger Paul Di’Anno trennte, wurde Dickinson als Nachfolger in Betracht gezogen. Nach längeren Verhandlungen nahm er schließlich das Angebot des Bassisten und Bandchefs Steve Harris an und verließ dafür Samson. Nach einer kurzen Tournee durch Italien wurde das Album The Number of the Beast aufgenommen. Zunächst standen viele Iron-Maiden-Fans dem Wechsel skeptisch gegenüber, da sich Dickinsons melodische Stimme stark von der rauen, an Punk erinnernden Stimme Di’Annos unterschied. Auch die Musik von Samson hatte wenig Gemeinsamkeiten mit der Iron Maidens. Als 1982 jedoch die Vorab-Single Run to the Hills veröffentlicht wurde, schienen alle Zweifel beseitigt: Die Platte stieg auf Platz sieben der britischen Charts. Das Album, das kurz darauf Platz 1 erreichte, und die folgende Live-Tour überzeugten die Fans endgültig – so wurde Dickinson nicht mehr als Ersatz betrachtet, sondern als neuer Sänger der Band gefeiert.
Mit Dickinson als Frontmann war Iron Maiden die darauf folgenden Jahre ungemein erfolgreich. Von 1982 bis 1992 erreichte jedes ihrer Alben eine Top-3-Platzierung in den britischen Charts. Die Band spielte weltweit in ausverkauften Konzerthallen und Arenen. Dickinson perfektionierte in diesen Jahren sein Bühnenverhalten, das sich durch enorme Aktivität und gut überlegte Ansprachen ans Publikum auszeichnete. Als spezielles Markenzeichen wurde 1983 während der World Piece Tour der Spruch „Scream for Me“ eingeführt, der stets euphorische Reaktionen beim Publikum erweckte. Dickinsons hohe Stimme hat ihm den Spitznamen „Human-Air-Raid-Siren“ (deutsch etwa: Menschliche Luftschutzsirene) eingebracht. Den Namen soll er von einem Paul-Di’Anno-Fan erhalten haben, der sich in einem Protestbrief über die Entlassung Di’Annos bei Iron Maiden und Dickinsons Stimme beschwerte, und den das Bandmanagement bereitwillig aufgriff. Noch während seiner Maiden-Zeit sang er auf der 1983 erschienenen Single Oh Baby der Band Xero den Song Lone Wolf ein, allerdings nur als Demoversion. Auf der Single wurde diese B-Seite durch einen Aufkleber angekündigt, was auch wegen der Verwendung des Iron-Maiden-Logos zu einem Streit mit Xero führte. Infolgedessen durfte der Dickinson-Song nicht mehr verwendet werden, so dass eine zweite Single-Version ohne das Lied erschien.

### Beginn der Solokarriere
Als nach der Tour zum Album Seventh Son of a Seventh Son von der Band eine längere Pause eingelegt wurde, wurde Dickinson gebeten, für den Soundtrack des Films Nightmare on Elm Street 5 – Das Trauma einen Song zu schreiben und aufzunehmen. Dafür nahm er einen langjährigen Freund, Janick Gers, zu Hilfe, und Bring Your Daughter… to the Slaughter war geboren. Steve Harris veranlasste später, dass das Lied von Iron Maiden neu eingespielt wurde, und als Single erreichte es zum Jahreswechsel 1990/91 Platz 1 der britischen Charts.
Dickinson wurde bald darauf ein Studiovertrag für ein Soloalbum angeboten, den dieser annahm. Mit Gers zusammen schrieb er einige neue Lieder, die 1990 auf Tattooed Millionaire veröffentlicht wurden. Entgegen Befürchtungen von Iron-Maiden-Fans war dies nur ein Nebenprojekt, welches Dickinson verfolgte, weil er – wie er selbst sagte – die Möglichkeit dazu hatte. Dickinson und seine Band, die neben Gers aus Andy Carr (Bass) und Drummer Dicki Fliszar bestand, gingen auf eine erfolgreiche Tournee, und ein Nachfolger wurde geplant. Dickinson erarbeitete mit seinem alten Freund und Gitarristen Myke Gray eine Reihe von Songs, die auch als Demos aufgenommen wurden, aber nicht seinen Ansprüchen genügten. Er suchte Rat beim Produzenten Keith Olsen, und es stellte sich bald heraus, dass Dickinson in einer kreativen Flaute steckte und nicht wusste, wie er weitermachen solle. Dies lag, wie er später sagte, unter anderem auch daran, dass er allgemein als Sänger von Iron Maiden angesehen wurde und dies inzwischen als Last empfand. Auf dem Album Fear of the Dark (1992) tritt diese Unzufriedenheit deutlich zutage. Schließlich kündigte Dickinson noch während der Tournee zum Album seinen Austritt aus der Band an, der dann im August 1993 auch erfolgte.

### Nach der Trennung von Iron Maiden
Nun kehrte er zu Keith Olsen zurück und beendete die begonnenen Aufnahmen, war aber schon während der Arbeit mit dem Resultat unzufrieden. In dieser Zeit wurde er auf die Band Tribe of Gypsies aufmerksam und freundete sich mit deren Gitarristen Roy Z an. Mit diesem begann er einige Songs zu schreiben, die eigentlich für das Keith-Olsen-Album gedacht waren, schließlich aber den Kern eines vollkommen neuen Werkes bildeten. Von den Keith-Olsen-Sessions wurde letztendlich nur ein Lied, Tears of the Dragon, behalten, der Rest völlig neu geschrieben und mit Tribe of Gypsies eingespielt. Das daraus entstandene Album, Balls to Picasso, wurde im Juni 1994 veröffentlicht und konnte insbesondere in Südamerika, aber auch in Europa beachtlichen Erfolg erzielen, ging in den Vereinigten Staaten jedoch aufgrund von Schwierigkeiten mit der dortigen Plattenfirma Mercury Records komplett unter. Das Album war nicht ansatzweise so erfolgreich wie Tattooed Millionaire und besonders nicht wie die Iron-Maiden-Platten.

### Skunkworks
Da Tribe of Gypsies kurz darauf einen eigenen Plattenvertrag bei Mercury Records bekam, war an eine Fortsetzung von Balls to Picasso mit ihnen nicht mehr zu denken. Mit einem bis dahin unbekannten jungen Gitarristen, Alex Dickson, ging Dickinson auf eine komplett akustische Europa-Tour, auf der hauptsächlich Stücke von Balls to Picasso und Tattooed Millionaire gespielt wurden sowie einige Cover-, aber keine Iron-Maiden-Songs. In Interviews aus jener Zeit äußerte sich Dickinson auch dazu, dass er mit der Zeit bei Maiden abgeschlossen habe und mit der Band nichts mehr zu tun haben wolle. Vielmehr versuchte er sich nun in eine neue Band namens Skunkworks zu integrieren, die neben Alex Dickson aus Chris Dale (E-Bass) und Alessandro Elena (Schlagzeug) bestand. Diese Band ging noch vor Arbeiten an neuen Songs auf Tour und veröffentlichte im März 1995 das Live-Album Alive in Studio A, allerdings mit Bruce Dickinson als Interpret. Ein Jahr später wurde das einzige Studioalbum von Skunkworks veröffentlicht, das auch als Bruce-Dickinson-Soloalbum bezeichnet wurde. Es floppte grandios, und die Presse jener Zeit interessierte sich mehr für Dickinsons neuen Kurzhaarschnitt als für das Album, das mit seinen früheren Werken nichts mehr zu tun hatte und eher auf der Alternative-Schiene fuhr. Bezeichnend dafür war auch die Tatsache, dass das Album von Jack Endino produziert wurde, der für Grunge-Bands wie Green River und Nirvana verantwortlich war.

### Spätere Erfolge
Nach dem Scheitern des Albums lösten sich Skunkworks auf, nicht zuletzt wegen zu unterschiedlicher Ansichten bezüglich der musikalischen Ausrichtung. Aus Skunkworks wurde Sack Trick, und Dickinson beschloss, die Musik aufzugeben. Noch 1996 bekam Dickinson einen Anruf von Roy Z, der fragte, ob er einige von ihm geschriebene Lieder mit ihm aufnehmen wollte. Dickinson lehnte zunächst ab, als Roy Z ihm die Stücke aber vorspielte, änderte er seine Meinung. Für die Aufnahmen wurde die Besetzung von Balls of Picasso reaktiviert. Erneut wurde Dickinson von den Musikern von der Band Tribe of Gypsies, nämlich Roy Z an der Gitarre, Eddie Casillas als Bassist und David Ingraham am Schlagzeug, begleitet. Die Musik war nun wieder als Heavy Metal zu bezeichnen, mit deutlichen Anleihen an Iron Maiden, aber auch Balls to Picasso. Dickinson spürte, dass der Besetzung ein Mitglied fehlte, das Gitarrensoli nach seinen Wünschen beisteuern konnte. Er dachte dabei sofort an Adrian Smith, der 1990 bei Iron Maiden ausgestiegen war und seitdem eine wenig erfolgreiche Solokarriere, zu jener Zeit in einer Band namens „Psycho Motel“, verfolgte. Smith sagte nicht nur zu, einige Gitarrensoli auf dem neuen Album einzuspielen, sondern auch, als volles Bandmitglied zu wirken. Im Juni 1997 wurde das Album Accident of Birth veröffentlicht und konnte in der Metal-Szene große Erfolge erzielen. Dickinson wurde von vielen als Nachfolger von Iron Maiden gesehen, die mit ihrem neuen Sänger Blaze Bayley kommerziell weniger erfolgreich waren als je zuvor und mit heftiger Kritik zu kämpfen hatten. Dickinsons Band ging schließlich auf eine erfolgreiche Welttournee. Die Band blieb in dieser Besetzung zusammen und produzierte einen Nachfolger. 1998 erschien The Chemical Wedding und verkaufte sich vor allem in Südamerika sehr gut. Auf der darauf folgenden Tour wurde im brasilianischen São Paulo das Livealbum Scream for Me Brazil aufgenommen.
Nachdem Maiden 1998 mit Blaze Bayley eine wenig erfolgreiche Tour absolviert hatten, glaubten viele, dass es kein drittes Album mit diesem Sänger mehr geben würde, Dickinsons Wiedereinstieg bei Iron Maiden wurde zum Inhalt vieler Gerüchte. Auch Dickinsons Wiedervereinigung mit Adrian Smith, die beiden stilistisch stark an Maiden angelehnten Studioalben sowie die Tatsache, dass auf den Konzerten verstärkt Iron-Maiden-Lieder gespielt wurden, schienen keinen Zweifel bestehen zu lassen. Ende 1998 trennte sich Iron Maiden von Blaze Bayley. Anfang 1999 wurde bekannt gegeben, dass Dickinson und Adrian Smith wieder bei der Band eingestiegen waren.

### Wiedervereinigung mit Iron Maiden

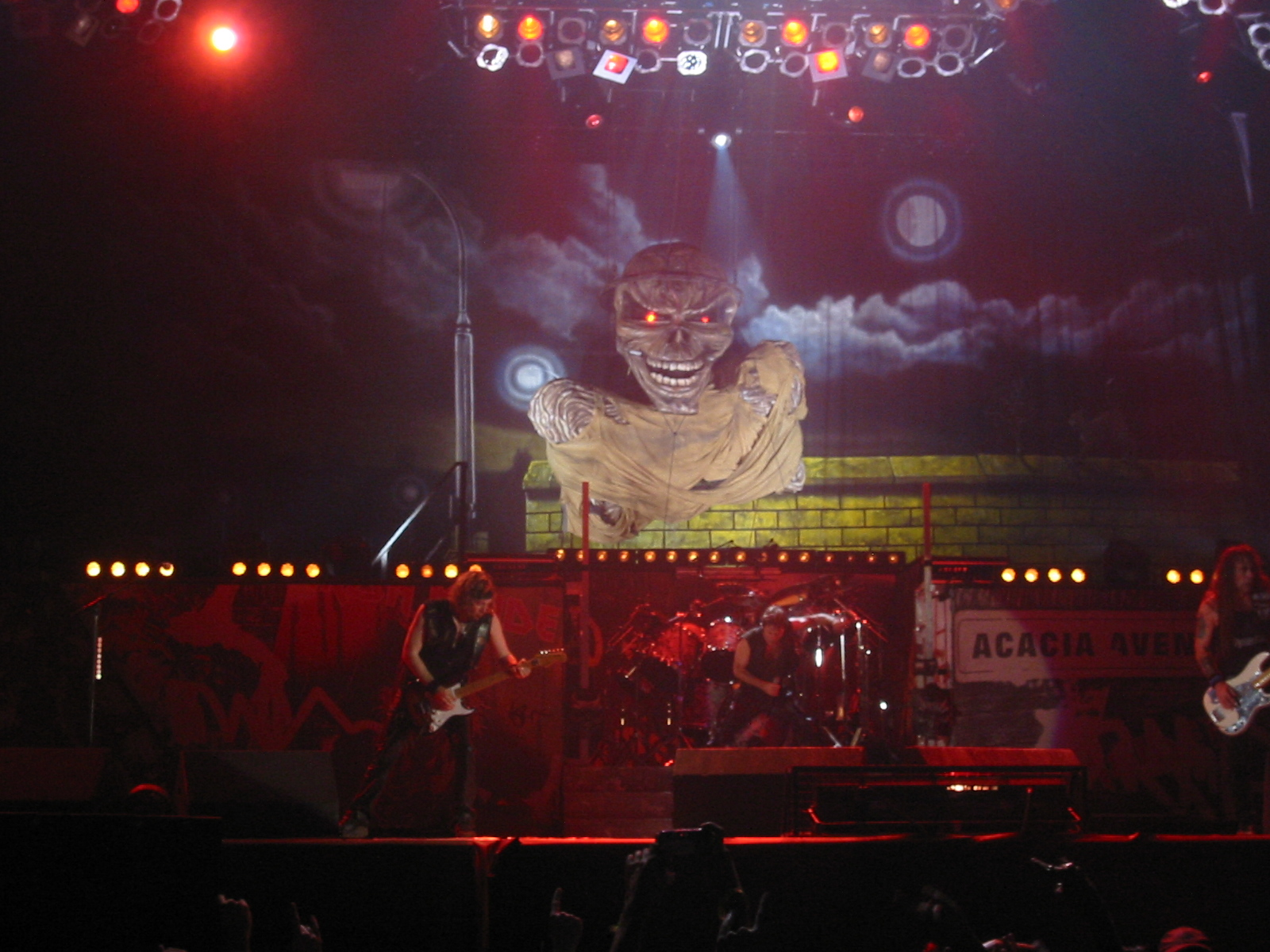
Iron Maiden auf der Early-Days-Tournee 2005

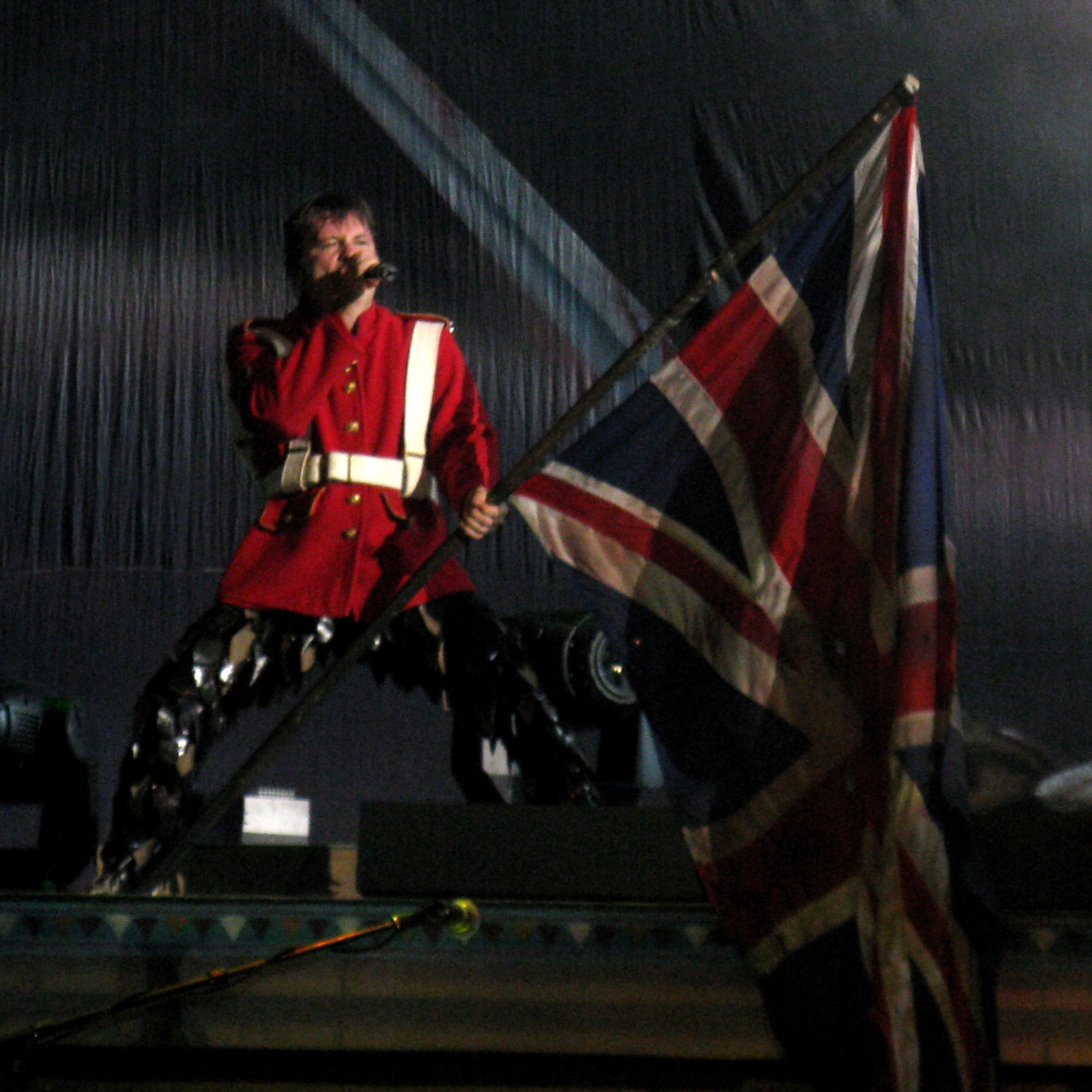
Dickinson singt das Lied The Trooper bei einem Iron-Maiden-Konzert in Paris (2008)

Die öffentliche Reaktion auf die Wiedervereinigung war im Allgemeinen sehr positiv. Vereinzelt gab es aber auch kritische Stimmen, vor allem aus dem Lager der Dickinson-Fans, die befürchteten, dass damit die Solokarriere beendet sei. Dickinson versuchte seine Fans zu beschwichtigen, indem er ein neues Soloalbum ankündigte. 2001 wurde The Best of Bruce Dickinson veröffentlicht, eine Compilation mit elf Liedern seiner Solokarriere sowie zwei neuen Stücken, die mit Roy Z eigens für diese Platte geschrieben wurden. In der Erstauflage war außerdem eine zweite CD enthalten, auf der verschiedene, größtenteils unveröffentlichte, in jedem Fall aber seltene Aufnahmen enthalten waren. Im Sommer 2002 ging Dickinson schließlich auch auf eine kurze Europatournee und spielte im August 2002 seine größte Solo-Headliner-Show auf dem Wacken Open Air. Auf der Tour wurde er, neben seinen früheren Skunkworks-Mitstreitern Alex Dickson (Gitarre) und Chris Dale am Bass, von Pete Friesen (der auch schon als Gitarrist mit Alice Cooper auf Tour war) und Schlagzeuger Robin Guy begleitet. Die Band spielte sechs Konzerte zwischen Juni und August, die Setlist bestand aus einem Best of seiner Solokarriere, wobei gegen Ende der Shows auch vereinzelt Maiden-Songs (The Prisoner und Powerslave) gespielt wurden.
Es dauerte drei Jahre, bis offiziell die Arbeit am Nachfolger von The Chemical Wedding bekannt gegeben wurde. Als Tyranny of Souls im Frühjahr 2005 veröffentlicht wurde, avancierte es schnell zum meistverkauften Dickinson-Album. Alle Titel sind von Bruce Dickinson und Roy Z geschrieben worden. Wie schon von 1994 und von 1997 bis 1998 bestand die Begleitband wiederum aus den aktuellen Musikern von Tribe of Gypsies. Neben Roy Z als Gitarrist wirkten diesmal David Moreno am Schlagzeug und Juan Perez als Bassist mit. Die Kritiker feierten Tyranny of Souls als dem letzten Iron-Maiden-Album Dance of Death haushoch überlegen. Viele Fans waren enttäuscht, da das Album ihrer Meinung nach den Maßstäben von The Chemical Wedding nicht entsprach: Es gab keine richtige Band, die das Album zusammen aufnahm, stattdessen wurde jedes Instrument einzeln und in zeitlich oft weit auseinanderliegenden Abständen aufgenommen und dann mit Dickinsons Gesangsaufnahmen zusammengeführt. Roy Z, der die instrumentalen Teile der Lieder schrieb, wurde vorgeworfen, dass seinem Songwriting größtenteils die Kreativität fehle und dass die von ihm ausgeführte Produktion zu oberflächlich und zusammengeflickt wirke.
Einige Dickinson-Fans sahen das Album als Kampfansage an Iron Maiden, insbesondere an Steve Harris und den Produzenten Kevin Shirley, denen vorgeworfen wurde, dass die Musik Dickinsons Gesang nicht angepasst sei und er demzufolge geradezu gequält würde. Dickinson selbst hat sich dazu nie direkt geäußert, aber indirekt des Öfteren angedeutet, dass er mit Shirleys Produktion und Harris’ Songwriting nicht ganz zufrieden sei. Trotzdem zeigte er, nach vagen Trennungsgerüchten im vorangegangenen Frühjahr, während der Tour mit Iron Maiden im Sommer 2005 Geschlossenheit. 2006 erschien ein neues Iron-Maiden-Album, A Matter of Life and Death, welches sowohl von Fans als auch Kritikern gefeiert wurde.

### Pilot und Luftfahrtunternehmer

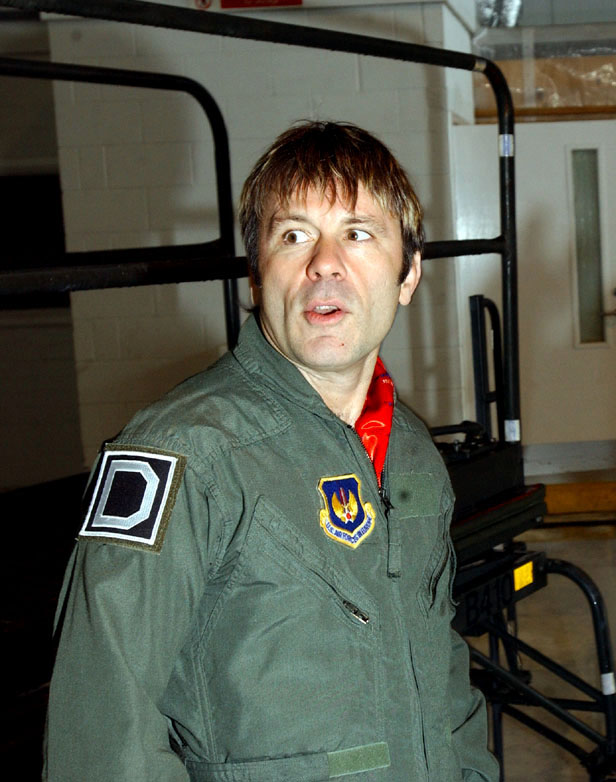
Bruce Dickinson in Pilotenuniform

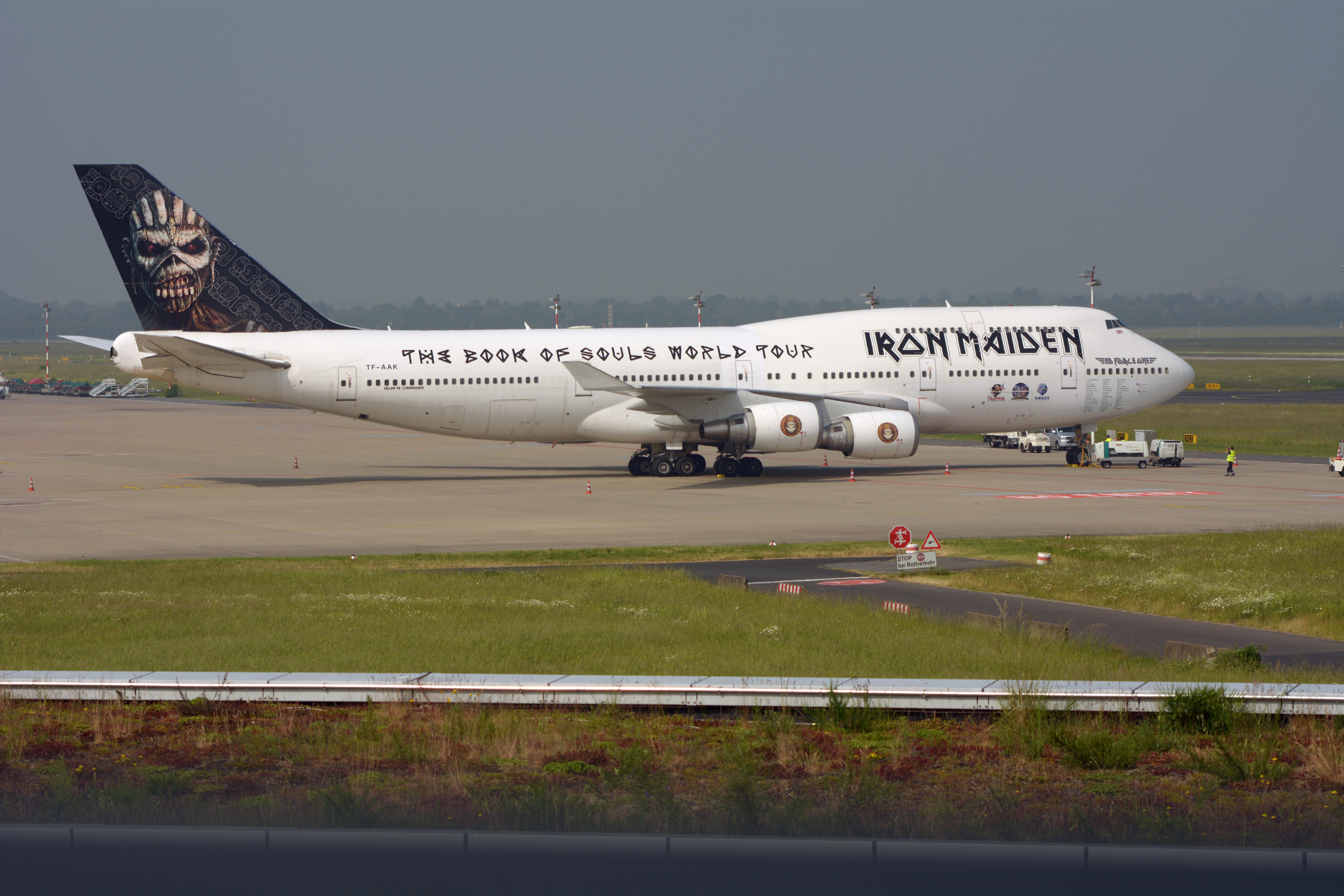
Ed Force One am Flughafen Düsseldorf (DUS)

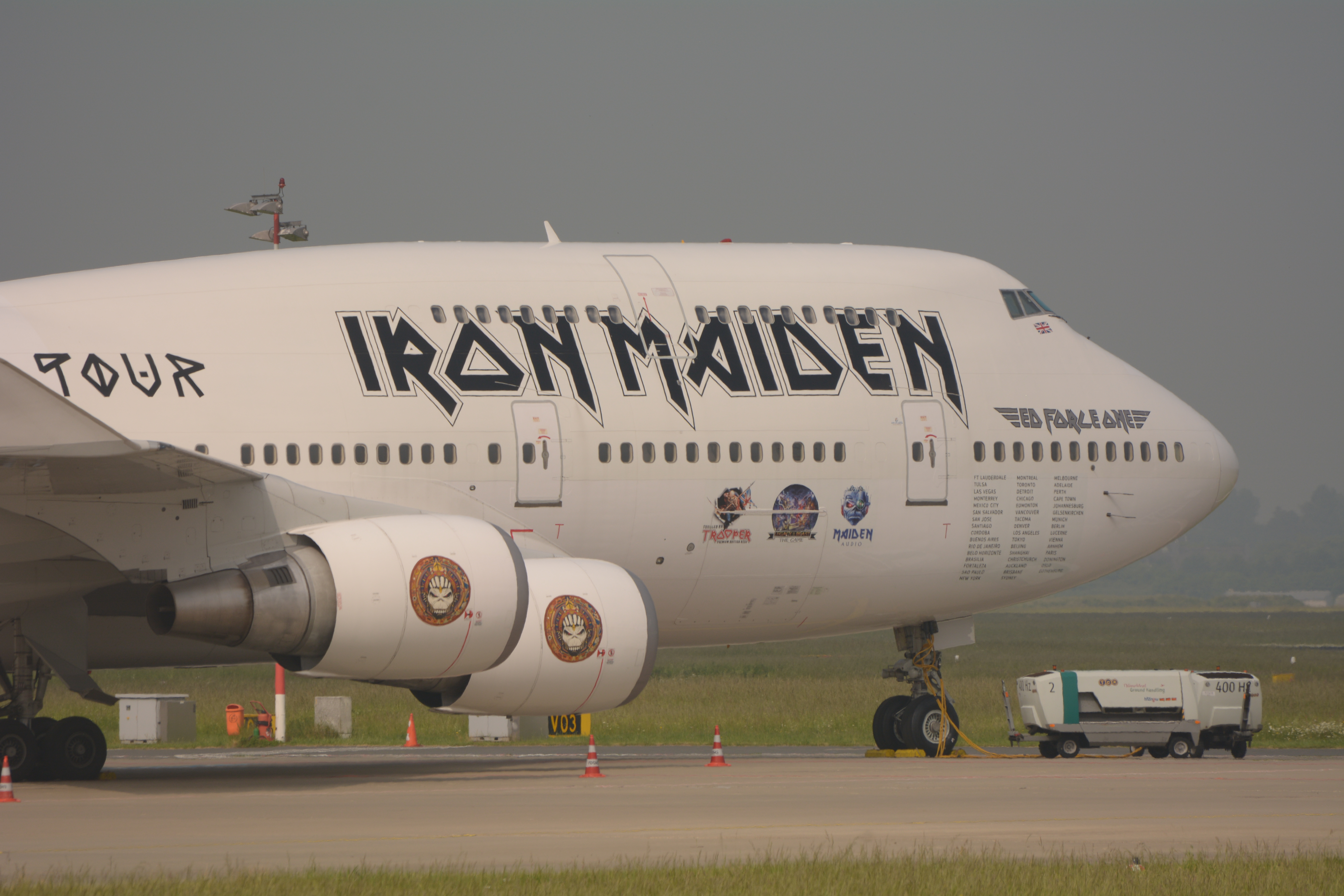
Ed Force One – Liste der Veranstaltungsorte unterhalb des Cockpits

Seit den frühen 1990ern besitzt Dickinson einen Pilotenschein und war hauptberuflich Pilot der britischen Charterfluglinie Astraeus, bis diese Ende 2011 in Konkurs ging. Der Job als Pilot war auch der Grund für seinen Heavy-Metal-untypischen Kurzhaarschnitt. Für die Arbeiten mit Iron Maiden und für seine Solokarriere nahm er sich Urlaub. Dieses Thema findet sich in einigen von ihm geschriebenen Songs wieder, vor allem in Kill Devil Hill auf Tyranny of Souls.
Während der im Film Iron Maiden: Flight 666 dokumentierten Somewhere Back in Time World Tour (323 Tage, 154 Konzerte auf 5 Kontinenten, 4,3 Millionen Besucher) wurde das Tourflugzeug, eine umgebaute Boeing 757, von Dickinson selbst geflogen. Der inoffizielle Funk-Rufname der Maschine lautet „Ed Force One“, was sich einerseits vom Bandmaskottchen Eddie ableitet, das auf der Seitenflosse abgebildet ist, andererseits eine Anspielung auf das Flugzeug des US-Präsidenten Air Force One darstellt.
Zurzeit bildet er Piloten selbst aus und besitzt die Firma Cardiff Aviation in Cardiff, die Flugzeuge verschiedener Arten wartet. 2014 kaufte Dickinson den Airlander, das längste Luftschiff der Welt (92 Meter). Seit Mai 2015 ist er als Manager für die Air Djibouti tätig, die 2015 ihren Flugbetrieb wieder aufgenommen hat.
Im Jahr 2016 war Iron Maiden die Boeing 757 zu klein geworden und man wechselte auf eine Boeing 747-400 als neue „Ed Force One.“ Für die Tour 2016 erweiterte Dickinson daher sein Type-Rating, also die Musterberechtigung, auf die Boeing 747, mit der die Band seitdem die Tourneen absolviert. Die Umschulung von Boeing 757 auf 747 machte Dickinson zwischen den Proben für die Welttournee.

### Ehrungen
Am 19. Juli 2011 bekam Dickinson von seiner Alma Mater, der Queen Mary University in London, die Ehrendoktorwürde in Musik für besondere Verdienste im Musikbereich verliehen.
Im April 2019 wurde Dickinson zum Ehrenbürger von Sarajevo ernannt, nachdem er während des Bosnienkriegs Ende 1994 mit seiner Band Skunkworks in der belagerten Stadt aufgetreten war. Der Dokumentarfilm Scream for me Sarajevo über dieses Konzert kam 2018 in die Kinos.
Ebenfalls 2019 wurde ihm die Ehrendoktorwürde der Philosophischen Fakultät der Universität Helsinki verliehen. Im Januar 2020 wurde Dickinson zum Honorary Group Captain der 601 (County of London) Squadron der Royal Air Force ernannt.

### Privatleben
1984 heiratete Dickinson Erica „Jane“ Barnett, jedoch ließ sich das Paar 1987 wieder scheiden. Später heiratete er die Psychotherapeutin Patrice „Paddy“ Bowden, mit er drei Kinder hat: 1990 Sohn Austin, 1992 Griffin und 1994 Tochter Kia. Diese Ehe wurde nach 30 Jahren geschieden. Zwei Jahre nach der Trennung verstarb Paddy Bowden im Mai 2020 bei einem Haushaltsunfall. Seit Mai 2020 lebt Dickinson mit seiner Frau Leana Dolci in Paris. Das Paar heiratete im Jahr 2023.

### Sonstiges
- Dickinson plante mit Rob Halford von Judas Priest und dem Queensrÿche-Sänger Geoff Tate ein Nebenprojekt namens „The Three Tremors“ (von „Tremor“, der Name ist zugleich eine Anspielung auf Die drei Tenöre, auf Englisch „The Three Tenors“), das jedoch nicht verwirklicht wurde.
- Dickinson ist ein leidenschaftlicher Fechter.[19] Das Gerücht, dass er in die nationale Olympiaauswahl kam und dies ablehnen musste, weil er zu jener Zeit auf Tour war, hat er jedoch dementiert. Diese Leidenschaft hat er in dem Song Flash of the Blade auf dem Iron-Maiden-Album Powerslave thematisiert.
- Bruce Dickinson ist der Cousin von Rob Dickinson, welcher einst Sänger, Songwriter und Gitarrist der Shoegaze-Band Catherine Wheel war.
- Dickinson hat mehrere Bücher verfasst, von denen The Adventures of Lord Iffy Boatrace das bekannteste ist. Von den Kritikern wurden diese Werke allerdings verrissen.
- Der Discovery Channel produzierte 2005 eine Serie namens Flying Heavy Metal. In dieser Serie konnte er seine Leidenschaft fürs Fliegen ausleben und viele alte und neue Flugzeuge probefliegen.[20]
- Bruce Dickinson glänzte in der Sendung Ultimate Trains des Discovery Channels mit seinem Wissen über Eisenbahntechnik.
- Mit Bring Your Daughter to the Slaughter aus dem Film Nightmare on Elm Street 5 – Das Trauma gewann Bruce Dickinson in der Kategorie „Schlechtester Song“ eine Goldene Himbeere.
- Bruce Dickinson ist der Bruder der Springreiterin Helena Stormanns, geborene Dickinson.
- Dickinson moderierte die Friday Night Rock Show auf BBC 6Music.[21]
- Dickinson verfasste zusammen mit Julian Doyle das Drehbuch zum Film Crowley – Back from Hell. Protagonist dieser Horror-Geschichte ist der im Körper eines Anderen auferstandene Okkultist Aleister Crowley (gest. 1947).
- Bruce Dickinson hat ein abgeschlossenes Geschichtsstudium und war ein halbes Jahr in der Armee.[22]
- Im Dezember 2014 wurde Zungenkrebs bei dem Sänger festgestellt, hierzu unterzog er sich einem siebenwöchigen Behandlungsprogramm.[23] Am 15. Mai 2015 gab das Management von Iron Maiden bekannt, dass die Therapie erfolgreich abgeschlossen sei und die Band nun an der Fertigstellung des bereits aufgenommenen 16. Studioalbums arbeiten würde, dessen Veröffentlichung wegen der Krebserkrankung des Sängers verschoben worden war, so dass das Album auf jeden Fall noch 2015 erscheinen würde.[24]
- Die Söhne von Bruce Dickinson sind ebenfalls in der Musikbranche tätig. Austin war von 2006 bis 2015 bei der Metalcore-Band Rise to Remain als Sänger aktiv. Nach Auflösung der Band gründete er As Lions.[25] Griffin ist als Musiker in der Band Shvpes aktiv.[26]
- Dickinson stimmte 2016 für den Brexit ab, ist aber dennoch Anhänger der politischen Idee „Europa“.[27] Dazu ist Dickinson scharfer Kritiker der Europäischen Union.[28] Im Juni 2021 beklagte er sich allerdings gegenüber Sky News, dass sich durch den Brexit die Arbeitsbedingungen für britische Bands in Europa deutlich verschlechtert hätten, und er verlangte von der Regierung Unterstützung bei Touren durch Europa.[29]
- Für einen Heavy-Metal-Sänger ungewöhnlich trägt Bruce Dickinson keine Tätowierungen. Sein Onkel ließ sich im Jugendalter während eines Gefängnisaufenthaltes ein Knast-Tattoo stechen, welches der Onkel später wieder entfernen ließ, woraufhin eine Vernarbung zurückblieb. In einem Interview mit dem deutschen Nachrichtenmagazin Der Spiegel erzählte Dickinson im Januar 2018: „Es sah aus wie eine fürchterliche Brandwunde. Dieser Anblick hat mich zeitlebens davon abgehalten, eine ähnliche Dummheit zu begehen.“[30]
- Im Oktober 2017 veröffentlichte Bruce Dickinson seine eigens verfasste Autobiographie What does this button do?, die im Januar 2018 in deutscher Sprache im Münchner Heyne Verlag erschien.
- Im Oktober 2019 wurde eine neu beschriebene Art der Riesenkrabbenspinnen (Sparassidae) zu Ehren von Bruce Dickinson benannt und erhielt die wissenschaftliche Bezeichnung Extraordinarius brucedickinsoni.[31]
- Im Januar 2024 bekam eine neu entdeckte Art der Stachelschwanzleguane (Hoplocercidae) Dickinson zu Ehren den Namen Enyalioides dickinsoni.[32][33]
- Die Fliege Xestochironomus dickinsoni (Pinho & Souza, 2013)[34], ebenso wie der Bedecktsamer Clusia dickinsoniana (J. E. Nascim)[35] wurden ebenfalls nach ihm benannt.

## Werke

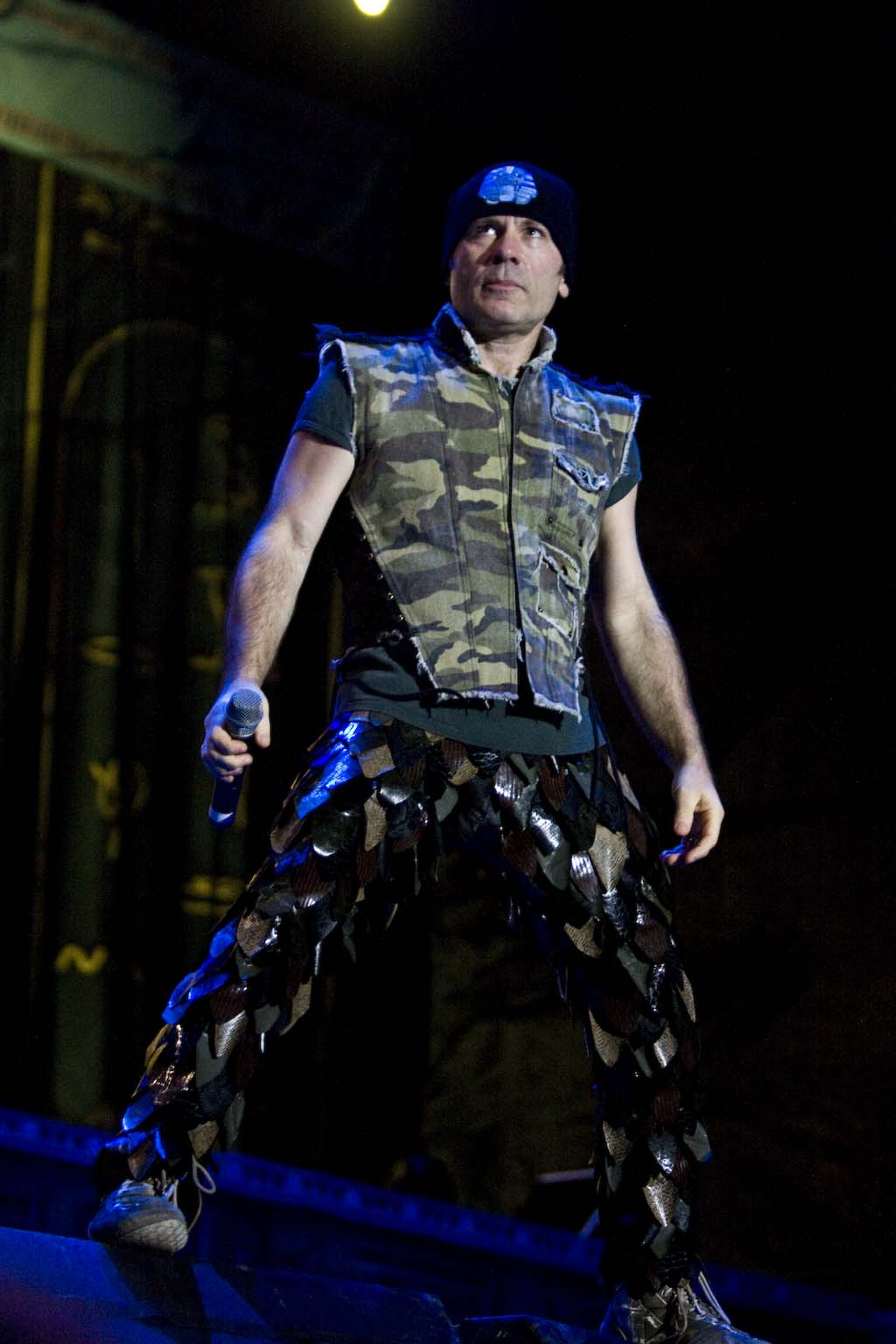
Dickinson während der Somewhere Back in Time World Tour (2008)

### Alben
- Tattooed Millionaire (1990) war nach Aussage Dickinsons kein ernsthaftes Soloalbum, sondern nur ein Nebenprojekt, das er spaßeshalber mit ein paar Freunden zusammen gemacht hatte. Das Album ist dementsprechend in seinem Inhalt nicht sehr ernst, einige der Lieder (Born In ’58, Tattooed Millionaire) tragen augenzwinkernde autobiographische Züge. Stilistisch setzt es sich von den bis dahin veröffentlichten Alben von Iron Maiden ab und ist eher als Hard Rock der etwas kommerzielleren Art zu betrachten. Fast alle Lieder wurden von Dickinson und Janick Gers geschrieben, bis auf All the Young Dudes, ein David-Bowie-Cover.

- Balls to Picasso (1994) wird von vielen Fans als das erste „echte“ Soloalbum angesehen. Kernstück des Albums ist Dickinsons Komposition Tears of the Dragon, das wohl als Verarbeitung seiner emotionalen Schwierigkeiten der letzten Jahre zu betrachten ist. Die anderen Songs wurden mit Roy Z zusammen geschrieben und mit den Mitgliedern von Roy Z’s Band Tribe of Gypsies eingespielt. Auch dieses Album wird durch starke Unterschiede zu der Musik Iron Maidens geprägt, ist aber dennoch größtenteils dem Heavy Metal zuzuordnen. Einige Songs wie Shoot All the Clowns und Sacred Cowboys sind experimentellere, das Erstgenannte geht mehr in die Richtung von Aerosmith, das Letztere ist größtenteils Rap-ähnlicher Sprechgesang.

- Skunkworks (1996) ist das umstrittenste Soloalbum Dickinsons. Dem gescheiterten Versuch, in einer neuen Band eine neue Identität zu suchen und folglich die anderen Bandmitglieder gleichberechtigt den Stil des Albums mitbestimmen zu lassen, ist es wohl zu verdanken, dass die Musik dieses Albums eher als Alternative Rock zu bezeichnen ist. Obwohl diese Musik dem Stil der Zeit angepasst war, floppte das Album. Thematisch scheint das Album zu großen Teilen von einem Konzert von Skunkworks inspiriert zu sein, das in Sarajevo während der Belagerung der Stadt stattfand. Krieg und Propaganda, aber auch Science Fiction sind wiederkehrende Themen in den Liedern.

- Accident of Birth (1997) betrachten viele als Gegenentwurf zu Iron Maiden. Der Beitritt von Adrian Smith zur Band und das Cover des langjährigen Maiden-Illustrators Derek Riggs scheinen dies zu bestätigen. Der Stil ist etwas modernisierter Heavy Metal, der sich wieder stark dem Sound von Iron Maiden annähert. Neben zehn Dickinson-/Roy-Z-Songs finden sich auch zwei, an denen Smith beteiligt war. Wiederum war Tribe of Gypsies die Begleitband, verstärkt um Adrian Smith.

- The Chemical Wedding (1998) wird von manchen aufgrund der starken musikalischen und textlichen Ähnlichkeit der einzelnen Lieder als Konzeptalbum betrachtet. Das zentrale Thema des Albums sind Alchemie und die Beschäftigung mit dem Okkulten. Viele Texte wurden von Aleister Crowley und William Blake inspiriert, einige Textpassagen wurden sogar komplett aus Gedichten des Letzteren übernommen. Das Album ist sehr düster und in seinen Texten für Hörer, die sich weder mit dem Werk Crowleys noch dem von Blake auskennen, sehr kryptisch. Auch hier wurden zwei Songs von Adrian Smith mitkomponiert, der Rest stammt aus der Feder Dickinson/Roy Z. Die Begleitband war dieselbe wie beim vorigen Album.

- Tyranny of Souls (2005) versteht sich in mancherlei Hinsicht als Fortsetzung von The Chemical Wedding, insbesondere durch die Tatsache, dass ein Lied (Believil) für jenes Album geschrieben wurde. Ansonsten beschäftigt es sich hauptsächlich mit dem Schicksal des Menschen, das Dickinson als den andauernden Fortschritt betrachtet. So handelt Kill Devil Hill von den Gebrüdern Wright, während Navigate the Seas of the Sun, das Dickinson als Kernstück des Albums sieht, die Erforschung und Kolonisierung des Weltraums thematisiert. Hier wurden alle Lieder von Dickinson und Roy Z geschrieben, die Instrumente wurden von verschiedenen, Dickinson selbst zum Teil unbekannten Musikern gespielt, überwiegend jedoch abermals von den Mitgliedern von Tribe of Gypsies.
- The Mandrake Project (2024) das neueste Album wurde ebenso komponiert von Dickinson und Roy Z. Vom Sound her setzt es nahtlos bei den 3 vorangegangenen Alben fort und wurde durch die Fachpresse und Kritiker als eines der besten Solo-Alben von Bruce Dickinson gewertet. Ebenso schaffte es Dickinson mit The Mandrake Project in den deutschen Albumcharts auf Platz 1. Kurz nach der Veröffentlichung wurde ebenso eine Tournee bekanntgegeben.

### Songwriting
Für die meisten Lieder unter seiner Beteiligung – sowohl bei Iron Maiden als auch auf seinen Soloalben – hat Dickinson hauptsächlich die Gesangsmelodien geschrieben. Allerdings gibt es auch einige Songs, die komplett aus seiner Feder stammen. Das erste ist Revelations auf dem Iron-Maiden-Album Piece of Mind (1983); kurz darauf folgten Flash of the Blade und Powerslave, beide auf Powerslave (1984). Diese Stücke zeichnen sich vor allem durch komplizierte Instrumentalstrukturen aus und fügen sich somit in das Gesamtwerk von Iron Maiden ein, ohne jedoch individuelle Merkmale zu verlieren. Auf seinen Soloalben finden sich nur zwei komplett von ihm geschriebene Lieder: No Lies (Tattooed Millionaire) und Tears of the Dragon, die beide ähnliche Kennzeichen wie die genannten aufweisen. Obwohl für Bring Your Daughter… to the Slaughter nur Dickinson als Komponist genannt wird, wurde die Musik hauptsächlich von Janick Gers geschrieben.
Thematisch setzen sich Dickinsons Lieder hauptsächlich mit mystischen und mythologischen Themen auseinander, die manchmal auch metaphorisch gedeutet werden können. So wurde in dem mit Adrian Smith geschriebenen Flight of Icarus die griechische Sage von Ikarus auf den heutigen Generationskonflikt übertragen. Revelations trägt hinduistische und christliche Elemente zusammen. Powerslave betrachtet die ägyptische Mythologie aus Sicht eines sterbenden Pharaos. Später beschäftigen sich die Songs zunehmend auch mit dem Okkulten, so etwa Moonchild auf Seventh Son of a Seventh Son oder die meisten Lieder auf Accident of Birth und The Chemical Wedding.

### Bandmitglieder
Tattoed Millionaire (1989 – August 1990)
- Janick Gers (Gitarre), Andy Carr (Bass), Fabio del Rio (Schlagzeug/Album), Dicki Fliszar (Schlagzeug/Tour)

Balls to Picasso Sessions (1993)
- Myke Gray und Neville MacDonald (Gitarre), Andy Robbins (Bass) und Dicki Fliszar (Schlagzeug) von der britischen Band Skin, Richard Baker (Keyboard) und Jim Crichton (Bass) von Saga

Balls to Picasso (1994)
- Roy Z (Gitarre), Eddie Casillas (Bass), Doug van Booven (Perkussion), Dave Ingraham (Schlagzeug) von den Tribe of Gypsies

Balls to Picasso Tour/Skunkworks (1994–1996)
- Alex Dickson (Gitarre), Chris Dale (Bass), Alessandro Elena (Schlagzeug)

Accident of Birth/Chemical Wedding (1997–1999)
- Roy Z und Adrian Smith (Gitarre), Richard Carette (Gitarre/Vertretung für Roy Z auf der Europa-Tour 1998), Eddie Casillas (Bass), Dave Ingraham (Schlagzeug)

Airraid over Europe Tour (2002)
- Alex Dickson (Gitarre), Chris Dale (Bass) und Robin Guy (Schlagzeug) von „Sack Trick“, Pete Friesen (Gitarre)

Tyranny of Souls (2005)
- Roy Z (Gitarre), Juan Perez (Bass) und Dave Moreno (Schlagzeug) von den „Tribe of Gypsies“, Ray Burke (Bass), Giuseppe Iampieri („Maestro Mistheria“/Keyboards)

## Diskografie

### Studioalben
| Jahr | Titel Musiklabel                                                   | Höchstplatzierung, Gesamtwochen, AuszeichnungChartplatzierungen (Jahr, Titel, Musiklabel, Platzierungen, Wochen, Auszeichnungen, Anmerkungen) | Höchstplatzierung, Gesamtwochen, AuszeichnungChartplatzierungen (Jahr, Titel, Musiklabel, Platzierungen, Wochen, Auszeichnungen, Anmerkungen) | Höchstplatzierung, Gesamtwochen, AuszeichnungChartplatzierungen (Jahr, Titel, Musiklabel, Platzierungen, Wochen, Auszeichnungen, Anmerkungen) | Höchstplatzierung, Gesamtwochen, AuszeichnungChartplatzierungen (Jahr, Titel, Musiklabel, Platzierungen, Wochen, Auszeichnungen, Anmerkungen) | Höchstplatzierung, Gesamtwochen, AuszeichnungChartplatzierungen (Jahr, Titel, Musiklabel, Platzierungen, Wochen, Auszeichnungen, Anmerkungen) | Anmerkungen                            |
| Jahr | Titel Musiklabel                                                   | DE | AT | CH | UK | US | Anmerkungen                            |
| ---- | ------------------------------------------------------------------ | --- | --- | --- | --- | --- | -------------------------------------- |
| 1990 | Tattooed Millionaire EMI (EMI)                                     | DE39 (13 Wo.)DE | — | CH35 (1 Wo.)CH | UK14 Silber · (9 Wo.)UK | US100 (17 Wo.)US | Erstveröffentlichung: 8. Mai 1990      |
| 1994 | Balls to Picasso auch bekannt als: More Balls to Picasso EMI (EMI) | DE46 (10 Wo.)DE | AT26 (3 Wo.)AT | CH29 (2 Wo.)CH | UK21 (3 Wo.)UK | US185 (1 Wo.)US | Erstveröffentlichung: 6. Juni 1994     |
| 1996 | Skunkworks Raw Power (Zomba)                                       | — | — | — | UK41 (1 Wo.)UK | — | Erstveröffentlichung: 19. Februar 1996 |
| 1997 | Accident of Birth Raw Power (Zomba)                                | DE52 (5 Wo.)DE | — | — | UK53 (2 Wo.)UK | — | Erstveröffentlichung: 14. Mai 1997     |
| 1998 | The Chemical Wedding Air Raid Records (WMG)                        | DE41 (3 Wo.)DE | — | — | UK55 (1 Wo.)UK | — | Erstveröffentlichung: 14. Juli 1998    |
| 2005 | Tyranny of Souls Mayan Records (WMG)                               | DE39 (3 Wo.)DE | AT58 (2 Wo.)AT | CH73 (2 Wo.)CH | UK65 (1 Wo.)UK | US180 (1 Wo.)US | Erstveröffentlichung: 23. Mai 2005     |
| 2024 | The Mandrake Project BMG (BMG)                                     | DE1 (3 Wo.)DE | AT1 (4 Wo.)AT | CH2 (3 Wo.)CH | UK3 (1 Wo.)UK | US176 (1 Wo.)US | Erstveröffentlichung: 1. März 2024     |

### Livealben
| Jahr | Titel Musiklabel                    | Höchstplatzierung, Gesamtwochen, AuszeichnungChartsChartplatzierungen (Jahr, Titel, Musiklabel, Platzierungen, Wochen, Auszeichnungen, Anmerkungen) | Anmerkungen                     |
| Jahr | Titel Musiklabel                    | UK | Anmerkungen                     |
| ---- | ----------------------------------- | --- | ------------------------------- |
| 1995 | Alive in Studio A Raw Power (Zomba) | UK96 (1 Wo.)UK | Erstveröffentlichung: März 1995 |

Weitere Livealben
- 1999: Scream for Me Brazil

### Kompilationen
| Jahr | Titel Musiklabel                     | Höchstplatzierung, Gesamtwochen, AuszeichnungChartplatzierungen (Jahr, Titel, Musiklabel, Platzierungen, Wochen, Auszeichnungen, Anmerkungen) | Höchstplatzierung, Gesamtwochen, AuszeichnungChartplatzierungen (Jahr, Titel, Musiklabel, Platzierungen, Wochen, Auszeichnungen, Anmerkungen) | Anmerkungen                              |
| Jahr | Titel Musiklabel                     | DE | AT | Anmerkungen                              |
| ---- | ------------------------------------ | --- | --- | ---------------------------------------- |
| 2001 | The Best of Metal-Is Records (Zomba) | DE72 (1 Wo.)DE | — | Erstveröffentlichung: 25. September 2001 |
| 2017 | Soloworks 1990-2005 BMG (BMG)        | DE76 (1 Wo.)DE | — | Erstveröffentlichung: 27. Oktober 2017   |
| 2018 | Scream for Me Sarajevo BMG (BMG)     | DE75 (1 Wo.)DE | AT69 (1 Wo.)AT | Erstveröffentlichung: 2. Juni 2018       |

### Singles
| Jahr | Titel Album                              | Höchstplatzierung, Gesamtwochen, AuszeichnungChartsChartplatzierungen (Jahr, Titel, Album, Platzierungen, Wochen, Auszeichnungen, Anmerkungen) | Anmerkungen                          |
| Jahr | Titel Album                              | UK | Anmerkungen                          |
| ---- | ---------------------------------------- | --- | ------------------------------------ |
| 1990 | Tattooed Millionaire                     | UK18 (5 Wo.)UK | Erstveröffentlichung: 11. April 1990 |
| 1990 | All the Young Dudes Tattooed Millionaire | UK23 (5 Wo.)UK | Erstveröffentlichung: Juni 1990      |
| 1990 | Dive! Dive! Dive! Tattooed Millionaire   | UK45 (2 Wo.)UK | Erstveröffentlichung: August 1990    |
| 1991 | Born in ’58 Tattooed Millionaire         | UK81 (1 Wo.)UK | Erstveröffentlichung: 25. März 1991  |
| 1994 | Tears of the Dragon Balls to Picasso     | UK28 (4 Wo.)UK | Erstveröffentlichung: 28. Mai 1994   |
| 1994 | Shoot All the Clowns Balls to Picasso    | UK37 (2 Wo.)UK | Erstveröffentlichung: August 1994    |
| 1996 | Back from the Edge Skunkworks            | UK68 (1 Wo.)UK | Erstveröffentlichung: 7. März 1996   |
| 1997 | Accident of Birth                        | UK54 (1 Wo.)UK | Erstveröffentlichung: Mai 1997       |

Weitere Singles
- 1995: Sacred Cowboys
- 1996: Solar Confinement
- 1997: Man of Sorrows
- 1998: Killing Floor
- 2024: Afterglow of Ragnarok

### Videoalben
| Jahr | Titel                  | Höchstplatzierung, Gesamtwochen, AuszeichnungChartsChartplatzierungen (Jahr, Titel, Platzierungen, Wochen, Auszeichnungen, Anmerkungen) | Anmerkungen                         |
| Jahr | Titel                  | UK | Anmerkungen                         |
| ---- | ---------------------- | --- | ----------------------------------- |
| 2018 | Scream for Me Sarajevo | UK1 (10 Wo.)UK | Erstveröffentlichung: 29. Juni 2018 |

Weitere Videoalben
- 1991: Dive! Dive! Dive!
- 1997: Skunkworks Live Video

### Boxsets
- 2005: Alive

### Mit Samson
- 1980: Head On
- 1981: Shock Tactics

### Sampler- und Gastbeiträge
- 1998: [Sampler] ECW Extreme Music (Song: The Zoo)
- 1999: [Sampler] Humanary Stew – A Tribute to Alice Cooper (Song: The Black Widow)
- [Sampler] Nativity in Black (Black-Sabbath-Tributalbum) (Song: Sabbath Bloody Sabbath)
- 1983: Xero: Oh, Baby (Song: Lone Wolf)
- 2000: Ayreon: Universal Migrator, Pt. 2: Flight of the Universal Migrator (Song: Into the Black Hole)
- 2000: Halford: Resurrection (Song: The One You Love to Hate)
- 2000: Sack Trick: Penguins on the Moon (Song: Over the Rainbow im Hidden Medly)
- 2001: Halford: Live Insurrection (Song: The One You Love to Hate (live))
- 2002: Wheatus: Wannabe Gangstar/Leroy (Song: Wannabe Gangstar)
- 2005: Sack Trick: Sheep in Kiss Make-up (Kiss-Tributalbum) (Song: Shout It Out Loud)
- 2005: Tribuzy: Execution (Song: Beast in the Light)
- Tribuzy: Execution Live Reunion (2007) (Song: Beast in the Light (live))
- Rock Aid Armenia (1989) (Song: Smoke on the Water mit Ian Gillan und  Brian Adams)
- 1997: Montserrat Caballé: Friends for Life (Song: Bohemian Rhapsody)
- 1992: Mr. Bean & Smear Campaign feat. Bruce Dickinson (Song: (I Want to Be) Elected)
- Dream Theater: Live Series: Los Angeles, California 5/18/98 mit Ray Alder und Bruce Dickinson (Songs: Perfect Strangers, The Trooper, Where Eagles Dare, Killers)

### Werke/Schriften
- The adventures of Lord Iffy Boatrace. Sidgwick & Jackson, London 1990, ISBN 0-283-06043-3 (englisch).
- The Missionary Position. Sidgwick & Jackson, London 1992, ISBN 0-283-06092-1 (englisch).
- What does this button do? – Die Autobiographie. Wilhelm Heyne, München 2018 (englisch: What does this button do? – An Autobiography. Londons 2017. Übersetzt von Matthias Jost, Daniel Müller, Harriet Fricke, Dieter Fuchs).